# デイヴィッド・ドイッチュ
デイヴィッド・エリーザー・ドイッチュ（David Elieser Deutsch FRS ([dɔɪtʃ] DOYTCH、1953年5月18日 - ）は、イギリスの物理学者である。オックスフォード大学クラレンドン研究所量子計算センター(CQC)原子・レーザー物理学科の客員教授である。
量子計算理論の先駆者であり、量子チューリングマシンの記述の定式化や、量子コンピュータで実行できるように設計されたアルゴリズムの規定を行った。また、量子鍵配送にもつれ状態とベルの不等式を用いることを提唱しており、量子力学における多世界解釈を支持している。

## 若年期と教育
ドイッチュは1953年5月18日にイスラエルのハイファで、ユダヤ人の家庭に生まれた。1956年に一家でロンドン・クリックルウッドへ移り、ジュネーヴ・ハウス・スクール、ハイゲートのウィリアム・エリス・スクールを経て、1971年にケンブリッジ大学クレア・カレッジに入学し、1975年に学士号(BA)を取得した。
その後、オックスフォード大学ウルフソン・カレッジに移り、デニス・シアマとフィリップ・キャンデラスの指導の下で理論物理学の博士号(DPhil)を取得した。博士論文のテーマは、曲がった時空間における場の量子論についてだった。

## キャリア
ドイッチュの量子アルゴリズムの研究は1985年の論文から始まり、1992年にはリチャード・ジョザとともに、決定論的な古典アルゴリズムよりも指数関数的に高速な量子アルゴリズムの一例であるドイッチュ・ジョサのアルゴリズムを生み出した。1985年の論文では、量子鍵配送にもつれ状態とベルの不等式を用いることを提唱している。
2012年からは、量子計算理論を一般化し、計算だけでなく全ての物理過程をカバーする試みであるコンストラクター理論(constructor theory)に取り組んでいる。2014年12月にキアラ・マーレットととも発表した『情報のコンストラクター理論』(Constructor theory of information)という論文の中で、情報は、物理系のどの変換が適用可能で、どの変換が適用不可能かという点でのみ表現できると推測している。

### The Fabric of Reality
1997年の著書"The Fabric of Reality"（日本語訳題『世界の究極理論は存在するか』）の中で、ドイッチュは独自の万物の理論について詳述している。この理論の目的は、全てを素粒子物理学に還元することではなく、多元的、計算論的、認識論的、進化論的な原理間の相互支持にある。ドイッチュの万物の理論は、還元主義的というよりは、やや（弱い）創発主義的である。この理論は、以下の4つの柱からなる。
1. ヒュー・エヴェレットによる量子力学の多世界解釈。4つの柱の中で最も基本的で重要なもの。
2. カール・ポパーの認識論。特に反帰納主義、科学理論の実在主義的（非計量的）解釈の要求、反証に抵抗する大胆な推測を真剣に受け止めることを強調していること。
3. アラン・チューリングの計算理論。万能チューリングマシン（英語版）を量子チューリングマシン（英語版）で置き換えたチャーチ＝チューリング＝ドイッチュ原理（英語版）として。
4. リチャード・ドーキンスによるダーウィニズムとネオダーウィニズムの統合。複製者とミームという考え方をポパーの問題解決論と統合した。

### 不変量
2009年のTEDにおいてドイッチュは、科学的説明の基準は、不変量を定式化することであると述べた。
（明らかな変化、新しい情報、予期せぬ状況に直面しても）不変である理由の説明を（公に、後で他の人が日付を入れて検証できるように）明言せよ。
悪い説明は変化しやすい: minute 11:22。
変化しにくい説明への追求は、全ての進歩の源である: minute 15:05。
真実は、実在性に関する変化しにくい主張からなるということは、物理学の世界に関する最も重要な事実である: minute 16:15。
実在性に関する科学的説明の基本的側面としての不変性は、長らく科学哲学の一部であった。例えば、フリーデル・ワイナートの2004年の著書『哲学者としての科学者』では、1900年頃からの多くの著作物にこのテーマが含まれていることが指摘されている。

### The Beginning of Infinity
ドイッチュの2冊目の著書"The Beginning of Infinity: Explanations that Transform the World"（日本語訳題『無限の始まり』）は2011年3月31日に出版された。この本の中でドイッチュは、17世紀から18世紀にかけてのヨーロッパの啓蒙思想を、意図した知識の創造という、無限に続く可能性のある一連の流れの始まりに近いものとして見ている。ドイッチュは、知識の本質やミーム、そして人類の中で創造性がどのように・なぜ進化していったのかについて考察している。

### 賞と栄誉
- 1998年 - IOP ポール・ディラック賞[17]
- 2005年 - エッジ・オブ・コンピュテーション科学賞[17][18]
- 2008年 - 王立協会フェロー(FRS)[4]
- 2017年 - ICTP ディラック・メダル[19]
- 2018年 - 墨子量子賞（英語版）
- 2020年 - サイバネティックス協会（英語版） 名誉フェローシップ[20]
- 2021年 - アイザック・ニュートン・メダル[21]
- 2022年 - 基礎物理学ブレイクスルー賞[22]
- 2024年 - クラリベイト引用栄誉賞

ポール・ディラックに因んだ賞を2回受賞しているが、ドイッチュは、博士課程指導教官であったデニス・シアマを通してディラックとつながりがある。
"The Fabric of Reality"は1998年にローヌ・プーラン科学図書賞の最終選考に残った。

## 私生活
ドイッチュは子供に対する新たな教育の方法も研究しており、Taking Children Seriouslyの創設メンバーである。ドイッチュはブレクジットを支持しており、その発言は、当時の政府顧問ドミニク・カミングスによって頻繁に引用された。

## 著作物

### 単著
- "The Fabric of Reality: The Science of Parallel Universes and Its Implications " Penguin (1998) David Deutsch, ISBN 0-14-014690-3
  - （日本語訳）『世界の究極理論は存在するか―多宇宙理論から見た生命、進化、時間』林一 (訳) 朝日新聞社 1999年 ISBN 4022574097

- "The Beginning of Infinity" David Deutsch, Penguin Books (2011) ISBN 0140278168
  - （日本語訳）『無限の始まり―ひとはなぜ限りない可能性をもつのか』熊谷玲実,田沢恭子,松井信彦(訳) 株式会社 インターシフト 2013　ISBN 4772695370

### インタビュー
- P.C.W.デイヴィス,J.R.ブラウン(編),出口修至(訳)『量子と混沌』地人書館 1987年
- ジム・ホルト(著)『世界はなぜ「ある」のか?: 実存をめぐる科学・哲学的探索』寺町朋子（訳）早川書房 2013年

### 共著
- ジョン・ブロックマン (著, 編集),日暮雅通（訳）『ディープ・シンキング ―知のトップランナー25人が語るAIと人類の未来―』青土社 2020年